# Mianeyo ~Gomen Nasai~
Singles de Yuki Maeda
Kenchana ~Daijōbu~
(2009) Busan Hatsu
(2011)
 Mianeyo ~Gomen Nasai~  (ミアネヨ ~ごめんなさい~, ou Mianeyo ~Gomennasai~) est le dixième single de Yuki Maeda, sorti au Japon le 7 avril 2010 sous le label Rice Music. Étant un disque de genre musical enka apprécié des plus âgés, il sort aux formats maxi-CD (12 cm) et cassette audio. 
C'est le premier single de la chanteuse à sortir après son départ du Hello! Project, un an auparavant. 
C'est le deuxième d'une série de singles de la chanteuse sur le thème de la Corée, composés par un artiste coréen, et portant un titre coréen (Mianhaeyo ; en coréen : 미안 해요). Les deux chansons du single figureront sur la compilation de ses singles à thème coréen qui sortira l'année suivante : Busan Hatsu ~Kankoku Series Best~. 

## Liste des titres
1. Mianeyo ~Gomen Nasai~  (ミアネヨ ~ごめんなさい~?)
2. Eien  (永縁?)
3. Mianeyo ~Gomen Nasai~ (Original Karaoke)  (... オリジナル・カラオケ?)
4. Mianeyo ~Gomen Nasai~ (? Karaoke)  (... 半音下げ・カラオケ?)
5. Eien (Original Karaoke)  (... オリジナル・カラオケ?)